# Olorunia punctata
Genre
Espèce
Olorunia punctata, unique représentant du genre Olorunia, est une espèce d'araignées aranéomorphes de la famille des Agelenidae.

## Distribution
Cette espèce se rencontre au Congo-Kinshasa, au Botswana et en Afrique du Sud.

## Description
La carapace du mâle holotype mesure 2,9 mm

## Systématique et taxinomie
Cette espèce a été décrite par Lehtinen en 1967.

## Publication originale
- Lehtinen, 1967 : « Classification of the cribellate spiders and some allied families, with notes on the evolution of the suborder Araneomorpha. » Annales Zoologici Fennici, vol. 4, p. 199-468.